# Танкеры типа «Ноторо»
Танкеры типа «Ноторо» (яп. 能登呂型給油艦 Ноторогата кю:ю:кан), также известные как танкеры типа «Сирэтоко» (яп. 知床型給油艦 Сирэтокогата кю:ю:кан) — серия из семи танкеров японского императорского флота, построенных по программам «8-4» и «8-6» на рубеже 1910-х и 1920-х годов.
В 1925—1926 годах «Ноторо» был перестроен в гидроавиатранспорт, «Сирэтоко» в 1928 году — в углевоз.
Корабли участвовали в войне с Китаем и Второй мировой войне. Шесть единиц погибли в 1942—1945 годах, «Ноторо» же был затоплен англичанами в 1947 году.

## Постройка
Первые две единицы («Ноторо» и «Сирэтоко») были заказаны в рамках программы «8-4» в 1917-м финансовом году, остальные пять — по программе «8-6» в 1918-м финансовом году. Все семь танкеров получили названия в честь мысов на территории Японской империи — так, «Ноторо» был назван по мысу на западном побережье острова Сахалин (ныне мыс Слепиковского).
Все заказы на представителей серии были выданы частным судостроительным компаниям. Верфь «Кавасаки» в Кобэ построила в 1919—1920 годах «Ноторо», «Сирэтоко» и «Эримо». Судостроительная компания Иокогамы построила танкеры «Сата» и «Сирия» в 1920—1922 годах, «Хитати дзосэн Сакурадзима» — «Цуруми» и «Иро» в 1921—1922 годах.

## Конструкция
Танкеры этой серии были типичными наливными судами конца 1910-х годов, являясь по конструкции трёхостровными (с баком, средней надстройкой и ютом), имея прямой форштевень и смещённое к корме машинное отделение.
В носовой части судов находились кубрики матросов, якорное устройство, кладовые и трюм для сыпучих грузов. В центральной части размещалось 14 цистерн, образованных одной продольной и десятью поперечными переборками. В качестве груза туда могли закачиваться 8000 тонн жидкого топлива и 606 тонн пресной воды. Для перекачки их использовались два топливных насоса, расположенных в отсеках под средней надстройкой. Двойного борта в районе цистерн в соответствии с практикой того времени ещё не было, только двойное дно. В самой средней надстройке находились ходовой мостик, рулевая рубка, каюты и кабинеты офицеров. В кормовой части были размещены угольный бункер, котельное и машинное отделения, дымовая труба и спасательные шлюпки в количестве четырёх штук.
На танкерах устанавливалась единственная вертикальная трёхцилиндровая паровая машина, питавшаяся паром от четырёх цилиндрических паровых котлов и работавшая на один гребной винт. За винтом шёл простой небалансирный руль. Запас топлива для котлов составлял 1350 тонн угля, точная дальность плавания неизвестна.
Артиллерийское вооружение по проекту должно было включать два 120-мм/45 орудия типа 3-го года (два 140-мм/50 типа 3-го года на «Сата», «Цуруми» и «Сирия»), расположенных на возвышенных платформах на полубаке и полуюте, и два 76,2-мм орудия типа 3-го года по бортам от средней надстройки. Фактически были подготовлены только позиции для установки, поскольку орудия вспомогательных единиц японского флота, как правило, должны были быть установлены только с началом войны, а в мирное время их хранили на складах.

## Представители
| Название            | Место постройки                                    | Заложен         | Спущен на воду   | Введён в эксплуатацию | Судьба |
| ------------------- | -------------------------------------------------- | --------------- | ---------------- | --------------------- | --- |
| Ноторо (яп. 能登呂) | Верфь «Кавасаки», Кобэ                             | 24 ноября 1919  | 3 мая 1920       | 10 августа 1920       | Перестроен в гидроавиатранспорт в 1925-1926 годах. Затоплен в районе Сингапура 12 января 1947 года.                                        |
| Сирэтоко (яп. 知床) | Верфь «Кавасаки», Кобэ                             | 26 февраля 1920 | 17 июля 1920     | 20 сентября 1920      | Потоплен при налёте американской авиации в Сингапуре 1 февраля 1945 года.                                                                  |
| Эримо (яп. 襟裳)    | Верфь «Кавасаки», Кобэ                             | 3 мая 1920      | 28 октября 1920  | 16 декабря 1920       | Тяжело повреждён торпедой нидерландской подводной лодки O-15 4 марта 1942 года, посажен на грунт в Брунее, разобран после окончания войны. |
| Сата (яп. 佐多)     | Верфь судостроительной компании Иокогамы, Иокогама | 6 марта 1920    | 28 октября 1920  | 24 февраля 1921       | Потоплен американской авиацией на Палау 31 марта 1944 года.                                                                                |
| Цуруми (яп. 鶴見)   | «Хитати дзосэн Сакурадзима», Осака                 | 10 марта 1921   | 21 сентября 1921 | 14 марта 1922         | Потоплен американской подводной лодкой «Серо» южнее Давао 5 августа 1944 года.                                                             |
| Сирия (яп. 尻矢)    | Верфь судостроительной компании Иокогамы, Иокогама | 7 апреля 1921   | 12 ноября 1921   | 8 февраля 1922        | Потоплен американской подводной лодкой «Триггер» северо-восточнее Кируна 22 сентября 1943 года.                                            |
| Иро (яп. 石廊)      | «Хитати дзосэн Сакурадзима», Осака                 | 2 сентября 1921 | 5 августа 1922   | 30 октября 1922       | Тяжело повреждён американской авиацией на Палау 31 марта 1944 года, затонул 17 апреля того же года.                                        |